# Kuhlhasseltia yakushimensis
Kuhlhasseltia yakushimensis là một loài thực vật có hoa trong họ Lan. Loài này được (Yamam.) Ormerod mô tả khoa học đầu tiên năm 2003.